# Francisco Borruey Palacios
Francisco Borruey Palacios (Casp, 1944 - València, 2009) fou un polític valencià d'origen aragonès, alcalde de Paterna (l'Horta Nord) de 1997 a 2007.
Borruey s'estableix a Paterna l'any 1986 i va estar regidor de l'ajuntament des de 1991 pel Partit Socialista del País Valencià (PSPV-PSOE). L'any 1997 substitueix a l'alcaldia a José Romero del Partit Popular (PP), després d'una moció de censura que va comptar amb el suport d'Esquerra Unida (EUPV), i revalida el càrrec a les eleccions de 1999 i 2003. A la següent convocatòria, la de 2007, va perdre davant el candidat del PP Lorenzo Agustí i Borruey es va mantindre com a cap de l'oposició. A més a més va compatibilitzar el càrrec de diputat provincial a la Diputació de València entre 2003 i 2007, darrera legislatura que va estar al capdavant de l'Ajuntament.
Durant el seu mandat a l'alcaldia de Paterna va aconseguir la reforma del Polígon industrial Font del Gerro, la creació del parc empresarial Tàctica i l'impuls del Parc Tecnològic. És l'època del creixement urbanístic de la ciutat i la construcció d'infraestructures viàries i noves zones verdes com el Parc Central.
Va morir el juny de 2009 després d'uns mesos ingressat a l'Hospital Arnau de Vilanova de València. La seua filla, Sonia Borruey ha seguit la carrera política i és diputada a les Corts Valencianes.